# Pratt & Whitney R-1830 Twin Wasp
Pratt & Whitney R-1830 Twin Wasp var en amerikansk flymotor som var vidt udbredt i 1930erne og 1940erne. Den blev produceret af Pratt & Whitney. Det var en stjernemotor med 14 luftkølede cylindre fordelt på to rækker. Den havde et slagvolumen på 1.830 cu.in. (30,0 L), og både boring og slaglængde var på 5,5 in. (140 mm). Der blev bygget i alt 173.618 R-1830 motorer, og takket være deres anvendelse i to af de mest producerede flytyper, det firemotors B-24 Liberator tunge bombefly og den tomotors DC-3/C-47 passager- og transportfly, blev der bygget flere Twin Wasps end nogen som helst anden fly-stempelmotor. En version med cylindrene opboret til 5,75 inch/146 mm, let forøget motoreffekt og andre småændringer i designet blev produceret under navnet R-2000.

## Varianter
- R-1830-1: 800 hk (US hp) (597 kW)
- R-1830-9: 850 hk (634 kW), 950 hk (708 kW)
- R-1830-11: 800 hk (597 kW)
- R-1830-13: 900 hk (671 kW), 950 hp (708 kW), 1,050 hp (783 kW)
- R-1830-17: 1,200 hk (895 kW)
- R-1830-21: 1,200 hk (895 kW)
- R-1830-25: 1,100 hk (820 kW)
- R-1830-33: 1,200 hk (895 kW)
- R-1830-35: 1,200 hk (895 kW) Udstyret med GE B-2 Twincharger (en kombination af en kompressor og en turbolader)
- R-1830-41: 1,200 hk (895 kW) Udstyret med GE B-2 Twincharger

- R-1830-43: 1,200 hk (895 kW)
- R-1830-45: 1,050 hk (783 kW)
- R-1830-49: 1,200 hk (895 kW)
- R-1830-64: 850 hk (634 kW), 900 hk (671 kW)
- R-1830-65: 1,200 hk (895 kW)
- R-1830-66: 1,000 hk (746 kW), 1,050 hk (783 kW), 1,200 hk (895 kW)
- R-1830-72: 1,050 hk (783 kW)
- R-1830-75: 1,350 hk (1,007 kW)
- R-1830-76: 1,200 hk (895 kW)
- R-1830-82: 1,200 hk (895 kW)
- R-1830-86: 1,200 hk (895 kW)
- R-1830-88: 1,200 hk (895 kW)
- R-1830-90: 1,200 hk (895 kW)
- R-1830-90-B: 1,200 hk (895 kW)
- R-1830-92: 1,200 hk (895 kW)
- R-1830-94: 1,350 hk (1,007 kW)
- R-1830-S1C3-G: 1,050 hk (783 kW), 1,200 hk (895 kW)
- R-1830-S3C4: 1,200 hk (895 kW)
- R-1830-S3C4-G: 1,200 hk (895 kW)
- R-1830-S6C3-G: 1,100 hk (820 kW)
- R-1830-SC-G: 900 hk (671 kW)
- R-1830-SC2-G: 900 hk (671 kW), 1,050 hk (783 kW)
- R-1830-SC3-G: 1,065 hk (749 kW) samme motor, bygget af firmaet SFA på licens i Sverige under navnet STWC-3G, og anvendt i de svenske kampfly J 22, B 17 og B 18.

## Anvendelse
- Bristol Beaufort (Australsk-byggede fly)
- Bloch MB.176
- Budd RB Conestoga
- Burnelli CBY-3
- CAC Boomerang
- CAC Woomera
- Consolidated B-24 Liberator
- Consolidated PBY Catalina
- Consolidated PB2Y Coronado
- Consolidated PB4Y Privateer
- Curtiss P-36 Hawk
- Douglas C-47 Skytrain
- Douglas DC-3
- Douglas DB-7 (kun tidlige varianter)
- Douglas TBD Devastator
- FFVS J 22
- Grumman F4F Wildcat
- Laird-Turner Meteor LTR-14
- Lioré et Olivier LeO 453
- Lisunov Li-3 - en Jugoslavisk version af den Sovjetiske Lisunov Li-2
- Martin Maryland
- Renoverede Mitsubishi A6M Zero
- Republic P-43 Lancer
- Saab 17
- Saab 18
- Short Sunderland V
- Seversky P-35
- Vickers Wellington IV
- VL Myrsky
- Vultee P-66 Vanguard

## Udstillede motorer
- Model R-1830-92 udstillet på Smithsonian Institutions National Air and Space Museum i Washington, DC[2]
- Model R-1830-86 udstillet på New England Air Museum, Bradley International Airport, Windsor Locks, CT.[3]
- Model R-1830 udstillet på Northeast Classic Car Museum i Norwich, NY
- Model R-1830 udstillet på det Hollandske Luftfartsmuseum Aviodrome
- Model R-1830/65 udstillet på Museo Nacional de Aeronautica, Buenos Aires, Argentina

## Specifikationer (R-1830-S1C-G)
| Type:                       | 14-cylindret 2-rækkers trykladet | stjernemotor                                        |
| Boring:                     | 5,5 in                           | 139,7 mm                                            |
| Slaglængde:                 | 5,5 in                           | 139,7 mm                                            |
| Slagvolumen:                | 1.829.4 in³                      | 29,978 liter                                        |
| Længde:                     | 59,06 in                         | 1.500 mm                                            |
| Diameter:                   | 48,03 in                         | 1.220 mm                                            |
| Vægt:                       | 1.250lb                          | 567 kg                                              |
| Ventiler:                   | To topventiler pr. cyl.          | stødstangsaktiverede                                |
| Kompressor:                 | 1-hastigheds General Electric    | Centrifugalkompressor, 1:7,15 opgearing fra krumtap |
| Brændstof:                  | 95-100 oktan                     | benzin                                              |
| Brændstofsystem:            | Dobbelt Stromberg                | karburator                                          |
| Køling:                     | Luftkølet                        |                                                     |
| Effekt:                     | 700 hk (US hp)                   | 522 kW @ 2.325 omdr. ved 13.120 ft (4.000 m)        |
| Takeoff effekt:             | 1.200 hk                         | 895 kW @ 2.700 omdr.                                |
| Specifik effekt:            | 0,66 hk/in³                      | 29,83 kW/l                                          |
| Kompression:                | 6,7:1                            |                                                     |
| Specifikt brændstofforbrug: | 0,49 lb/hk/time                  | 295 g/kW/time                                       |
| Effekt/vægt:                | 0,96 hk/lb                       | 1.58 kW/kg                                          |
| Reduktionsgear:             | Epicyklisk gearing               | 2:3                                                 |